# جیمز آکاستر

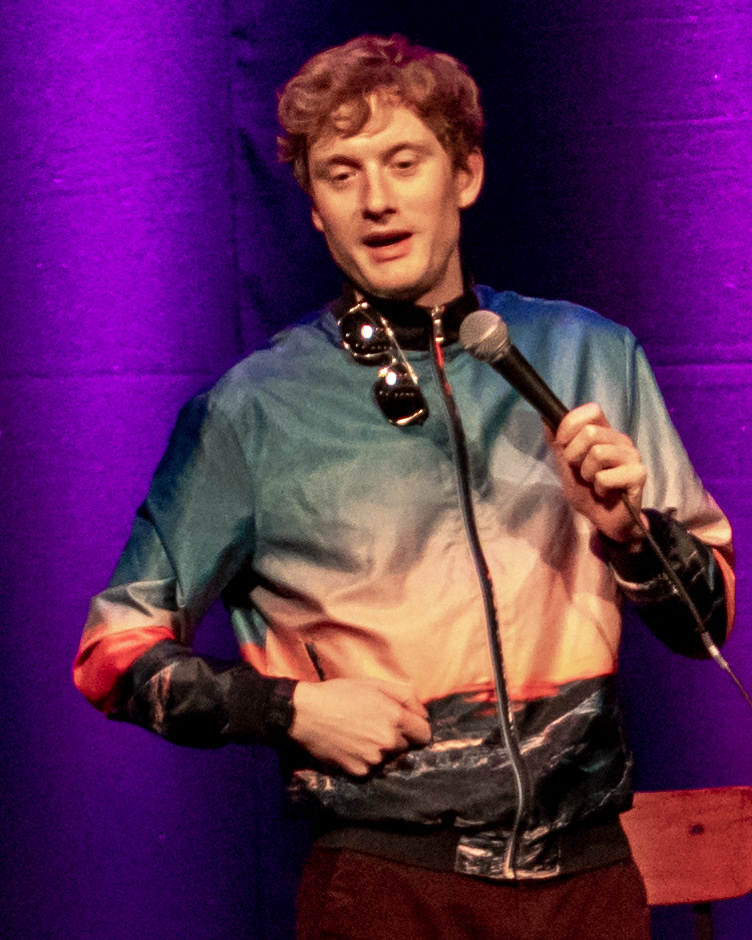

جیمز ویلیام آکاستر ( ‎/ˈeɪkæstər/‎ ؛ زادهٔ ۹ ژانویهٔ ۱۹۸۵- کترینگ) یک کمدین، نویسنده، مجری و نوازنده انگلیسی است. او در مدرسه متوسطه مونتاگو تحصیل کرد و در کالج نورث همپتون موسیقی خواند و بعد از فارق التحصیلی به عنوان دستیار آموزشی در مدرسه ای برای کودکان اوتیستیک کار کرده است. او علاوه بر حضور در نمایش‌های پنل ، به‌خاطر رپرتوارهای ویژه استندآپ، میزبانی مشترک پادکست غذای خاموش منو و ارائه مشترک پنل نمایش فرضی شناخته شده است. او برنده چهار جایزه Chortle شده است.